# Yolande d'Aragon (duchesse de Calabre)
Pour les articles homonymes, voir Yolande d'Aragon.
Yolande d'Aragon  (1273 - Termini Imerese, août 1302), est une infante d'Aragon, fille du roi Pierre III d'Aragon, devenue duchesse de Calabre par son mariage avec l'héritier du royaume de Naples, le futur roi Robert Ier.

## Biographie
Fille de Pierre III d'Aragon et de Constance de Hohenstaufen, Yolande d'Aragon est la petite-fille de Jacques Ier d'Aragon et de Manfred Ier de Sicile, et la sœur entre autres de Jacques II d'Aragon, Alphonse III d'Aragon, Frédéric II de Sicile et de Sainte Élisabeth de Portugal.
Elle épouse le 23 mars 1297 à Rome l'infant Robert de Naples, futur Robert Ier, troisième fils de Charles II d'Anjou et de Marie de Hongrie.
De ce mariage sont nés deux fils :
- Charles de Calabre (1298-1328), nommé duc de Calabre et cependant héritier du royaume, père de Jeanne Ire de Naples ;
- Louis de Naples (1301-1310).

Yolande n'est pas devenue reine de Naples, car elle est morte avant que son mari n'hérite du royaume.
Elle meurt en août 1302 à Termini, localité voisine de Naples.
Son mari a épousé en secondes noces le 21 juin 1304, Sancia de Majorque (1285-1345), fille de Jacques II d'Aragon, roi de Majorque et d'Esclarmonde de Foix.

## Crédit d'auteurs
- (es) Cet article est partiellement ou en totalité issu de l’article de Wikipédia en espagnol intitulé « Violante de Aragón y Sicilia » (voir la liste des auteurs).